# Ardisia zambalensis
Ardisia zambalensis är en viveväxtart som beskrevs av Elmer Drew Merrill. Ardisia zambalensis ingår i släktet Ardisia och familjen viveväxter. Inga underarter finns listade i Catalogue of Life.